# Ève Curie
Ève Denise Curie Labouisse (phát âm tiếng Pháp: [ɛv dəniz kyʁi labwis]; 6 tháng 12 năm 1904 – 22 tháng 10 năm 2007) là một nhà văn người Pháp và Mỹ, nhà báo và nghệ sĩ piano. Ève Curie là con gái nhỏ của Marie Skłodowska-Curie và Pierre Curie. Chị gái cô là Irène Joliot – Curie và anh rể Frédéric Joliot-Curie. Ève là thành viên duy nhất trong gia đình cô không chọn nghề nghiệp là nhà khoa học và không giành được giải Nobel, mặc dù chồng cô Henry Richardson Labouisse, Jr. đã thay mặt UNICEF nhận giải Nobel Hòa bình. Cô làm việc như một nhà báo và là tác giả tiểu sử của mẹ cô: Madame Curie và một cuốn sách phóng sự chiến tranh: Journey Among Warriors. Từ những năm 1960, cô cam kết làm việc cho UNICEF, giúp đỡ trẻ em và bà mẹ ở các nước đang phát triển.

## Tiểu sử

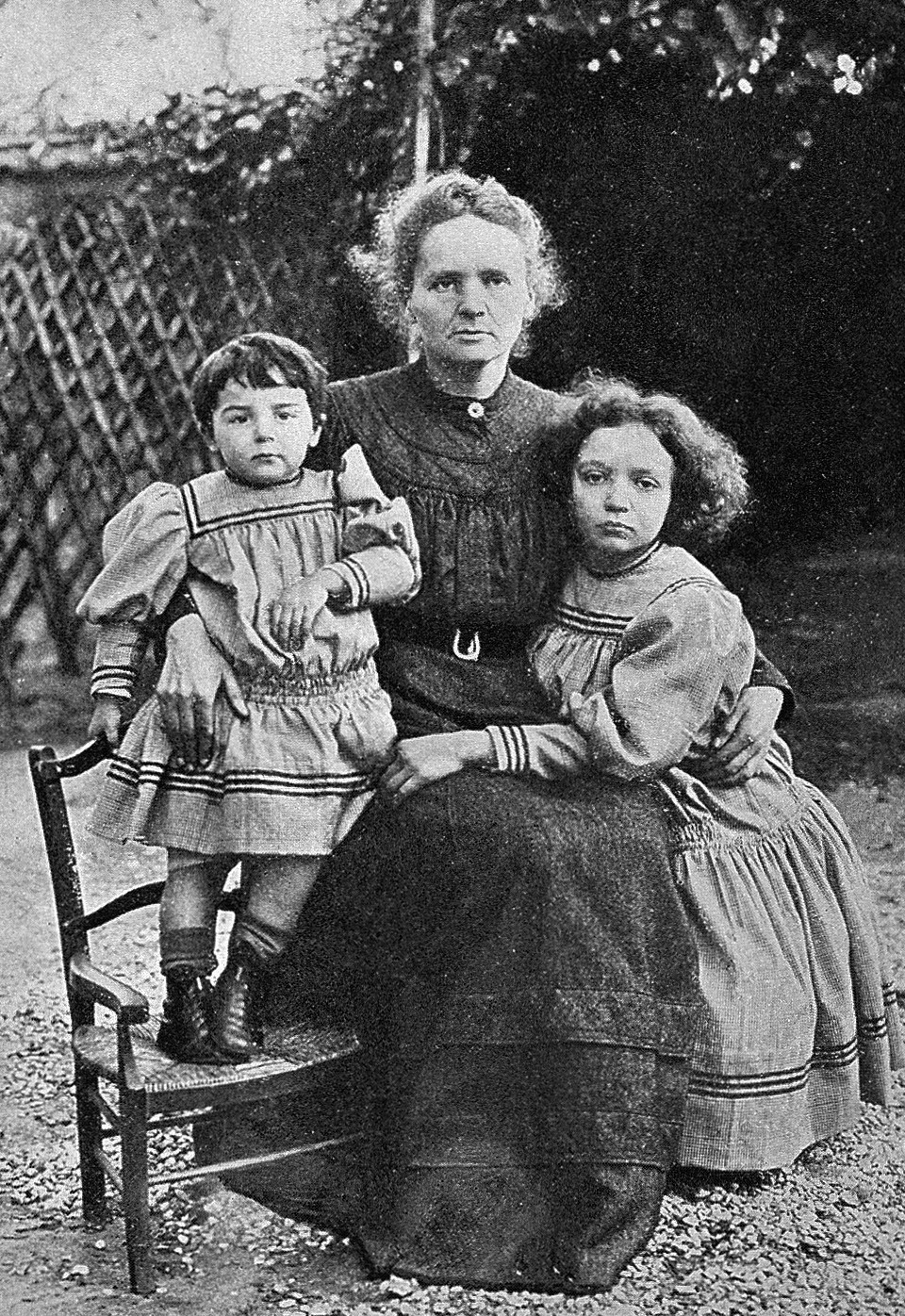
Ève, Marie và Irene Curie vào năm 1908

Ève Curie là con gái thứ hai (sau Irène Joliot-Curie) của Marie Curie và Pierre Curie.
Năm 1937, bà đã viết một bản phác thảo tiểu sử về cuộc đời mẹ của bà, giành giải thưởng văn học quốc gia Mỹ; dựa trên cuốn sách này vào năm 1943, bộ phim được thực hiện với Greer Garson trong vai trò tiêu đề. Ngoài ra, Ève Curie đã viết về âm nhạc, sân khấu và điện ảnh.
Sau khi chiếm đóng của Pháp trong năm 1940, cô đã được sơ tán đến Anh. Năm 1943, cô xuất bản một biên niên sử của hành trình của mình trên mặt trận của Chiến tranh thế giới thứ hai (đó là một phóng viên chiến trường ở Liên Xô, Bắc Phi và châu Á, ông đã phỏng vấn bộ những người lính chống Hitler liên minh, cũng như các nhân vật như Mahatma Gandhi, Tưởng Giới Thạch, Chu Ân Lai, Mohammad Reza Pahlavi, Władysław Sikorski, Stanisław Kot, Andrei Vlasov, Olga Lepeshinskaya). Ève Curie là một người tham gia tích cực vào phong trào kháng chiến.
Cô trở về Paris sau chiến tranh và trở thành nhà xuất bản của tờ báo buổi tối hàng ngày (1945 – 1949). Năm 1952 bà được bổ nhiệm làm cố vấn đặc biệt của Tổng thư ký NATO và làm việc tại công suất này cho đến năm 1954, khi cô gặp Henry Richardson Labouisse, Jr. – Đại sứ Mỹ tại Hy Lạp, được sớm kết hôn.
Trong 15 năm, Labouisse là người đứng đầu Quỹ Nhi đồng Liên Hợp Quốc (UNICEF), và năm 1965, bà được nhận giải Nobel Hòa bình, được UNICEF trao cho vai trò tích cực trong việc củng cố tình anh em giữa các quốc gia và thế giới.
Ève, từ 1962 đến 1965, đứng đầu UNICEF tại Hy Lạp. Năm 1958, bà nhập quốc tịch Hoa Kỳ và sống ở New York.
Ève Curie qua đời vào ngày 22 tháng 10 năm 2007 ở tuổi 102.